# Euxylophilus principalis
Euxylophilus principalis es una especie de coleóptero de la familia Aderidae.

## Distribución geográfica
Habita en Sri Lanka.